# Matt Gibson
Matthew «Matt» Gibson (Oklahoma City, Oklahoma, 2 de octubre de 1984) es un exjugador de baloncesto estadounidense. Mide 1,96 metros y jugaba en la posición de escolta.

## Trayectoria deportiva

### Universidad
Jugó durante cuatro temporadas con los Rainbow Warriors de la Universidad de Hawái, en las que promedió 13,0 puntos y 3,6 asistencias por partido. En 2008 fue incluido en el segundo mejor quinteto de la Western Athletic Conference, así como en el mejor quinteto defensivo.

### Profesional
Tras no ser incluido en el Draft de la NBA de 2008, jugó durante el verano con los Marinos de Anzoátegui de Venezuela, para pasar posteriormente al U-Mobitelco Cluj Napoca rumano. Jugó al año siguiente una temporada en el Lappeenranta NMKY finés, y posteriormente dos temporadas con los Oklahoma Impact de la United Basketball League.
El 18 de febrero de 2012 fue traspasado al equipo mexicano del Garra Cañera de Navolato donde actualmente es uno de los jugadores más destacados.